# Bucculatrix fatigatella
Bucculatrix fatigatella is een vlinder uit de familie ooglapmotten (Bucculatricidae). De wetenschappelijke naam is voor het eerst geldig gepubliceerd in 1863 door Heyden.
De soort komt voor in Europa.